# Giải bóng đá vô địch quốc gia Tajikistan 2010
Giải bóng đá vô địch quốc gia Tajikistan 2010 là mùa giải thứ 19 của Giải bóng đá vô địch quốc gia Tajikistan, giải bóng đá cao nhất của Liên đoàn bóng đá Tajikistan. Vakhsh Qurghonteppa là đương kim vô địch, khi giành chức vô địch mùa giải trước, nhưng lại mất danh hiệu cho Istiklol.

## Đội bóng
| Đội bóng                | Địa điểm     | Địa điểm                            | Sức chứa |
| ----------------------- | ------------ | ----------------------------------- | -------- |
| CSKA Pamir Dushanbe     | Dushanbe     | Sân vận động Central Republican     | 24.000   |
| Energetik Dushanbe      | Dushanbe     | Sân vận động Central Republican     | 24.000   |
| Istiklol                | Dushanbe     | Sân vận động Central Republican     | 24.000   |
| Khayr Vahdat            | Vahdat       | Sân vận động Khair                  | 8.000    |
| Khujand                 | Khujand      | Sân vận động 20-Letie Nezavisimosti | 25.000   |
| Parvoz Bobojon Ghafurov | Ghafurov     | Sân vận động Furudgoh               | 5.000    |
| Ravshan Kulob           | Kulob        | Sân vận động Trung tâm Kulob        | 20.000   |
| Regar-TadAZ             | Tursunzoda   | Sân vận động Metallurg 1st District | 10.000   |
| Vakhsh Qurghonteppa     | Qurghonteppa | Sân vận động Tsentralnyi            | 10.000   |

## Bảng xếp hạng
| VT | Đội                   | ST | T  | H  | B  | BT | BB | HS  | Đ  | Giành quyền tham dự hoặc xuống hạng |
| -- | --------------------- | -- | -- | -- | -- | -- | -- | --- | -- | ----------------------------------- |
| 1  | Istiqlol Dushanbe (C) | 32 | 26 | 6  | 0  | 76 | 17 | +59 | 84 | Cúp Chủ tịch AFC 2011               |
| 2  | Regar-TadAZ           | 32 | 22 | 5  | 5  | 81 | 24 | +57 | 71 |                                     |
| 3  | Vakhsh                | 32 | 16 | 8  | 8  | 42 | 27 | +15 | 56 |                                     |
| 4  | Khayr Vahdat FK       | 32 | 16 | 6  | 10 | 59 | 42 | +17 | 54 |                                     |
| 5  | Energetik Dushanbe    | 32 | 12 | 4  | 16 | 41 | 44 | −3  | 40 |                                     |
| 6  | SKA-Pamir Dushanbe    | 32 | 9  | 10 | 13 | 35 | 51 | −16 | 37 |                                     |
| 7  | FK Khujand            | 32 | 8  | 8  | 16 | 42 | 58 | −16 | 32 |                                     |
| 8  | Parvoz                | 32 | 6  | 6  | 20 | 35 | 71 | −36 | 24 |                                     |
| 9  | Ravshan Kulob         | 32 | 1  | 3  | 28 | 18 | 95 | −77 | 6  |                                     |